# بخش دینی-له-بن
بخش دینی-له-بن (به فرانسوی: Arrondissement de Digne-les-Bains) یک بخش در فرانسه است که در آلپ-دو-اوت-پرووانس واقع شده‌است.